# 16 februari
16 februari är den 47:e dagen på året i den gregorianska kalendern. Det återstår 318 dagar av året (319 under skottår).

## Återkommande bemärkelsedagar

### Nationaldagar
- Litauens nationaldag (till minne av självständigheten från Ryssland 1918)

### Helgdagar
- Nordkorea: Diktatorn Kim Jong-ils födelsedag

## Namnsdagar

### I den svenska almanackan
- Nuvarande – Julia och Julius
- Föregående i bokstavsordning
  - Jill – Namnet infördes 1986 på 19 juni. 1993 flyttades det till dagens datum, men utgick 2001.
  - Julia – Namnet infördes på dagens datum 1901, som ersättning för den längre namnformen Juliana, och har funnits där sedan dess.
  - Juliana – Namnet fanns, till minne av en jungfru i Mindre Asien, som dog martyrdöden 303, på dagens datum före 1901, då det utgick och ersattes av den kortare namnformen Julia. 1986 återinfördes det på dagens datum, men utgick på nytt 1993.
  - Juliette – Namnet infördes på dagens datum 1986, men utgick 1993.
  - Julius – Namnet fanns i almanackan redan före 1901, men då på 12 april. Det fanns där fram till 2001, då det flyttades till dagens datum.
- Föregående i kronologisk ordning
  - Före 1901 – Juliana
  - 1901–1985 – Julia
  - 1986–1992 – Julia, Juliana och Juliette
  - 1993–2000 – Julia och Jill
  - Från 2001 – Julia och Julius
- Källor
  - Brylla, Eva (red.): Namnlängdsboken, Norstedts ordbok, Stockholm, 2000. ISBN 91-7227-204-X
  - af Klintberg, Bengt: Namnen i almanackan, Norstedts ordbok, Stockholm, 2001. ISBN 91-7227-292-9

### Finlandssvenska almanackan
- Nuvarande från 1973[1] – Kaj
- I föregående revideringar[a][2]
  - 1929–1949 – Julius, Julia
  - 1950–1951 – Julius
  - 1952–1972 – Julia

## Händelser
- 1840 – Spanien erkänner formellt sin forna koloni Ecuador som självständig stat. Det har då gått 18 år sedan kolonin 1822 utropade sin självständighet och 1822–1830 har det dessutom ingått i Storcolombia.[3]
- 1918 – Det litauiska rådet Taryba, som har skapats vid en konferens i Vilnius ett halvår tidigare, undertecknar Litauens självständighetsförklaring. Därmed återupprättas den litauiska staten för första gången sedan 1795 och den ska bygga på demokratiska principer och ha Vilnius som huvudstad.
- 1923 – Den brittiske egyptologen Howard Carter öppnar den förseglade ingången till faraonen Tutankhamons gravkammare, under stor bevakning från världspressen, lite mer än tre månader efter att själva graven har upptäckts (4 november året före).
- 1959 – Sedan den kubanske presidenten Fulgencio Batista har blivit avsatt och tvingad i landsflykt från Kuba av kommunistiska kubanska revolutionärer den 1 januari samma år kan revolutionsledaren Fidel Castro nu ta över som landets premiärminister. Han innehar denna post till 2 december 1976, då han istället blir landets president och förblir så till 2008, då han avgår av sjukdomsskäl och lämnar över makten till sin bror Raúl.
- 1962 – Det svenska 1600-talsörlogsfartyget Vasa, som bärgades den 24 april året före efter nära 333 år på botten av Stockholms ström, visas för publik för första gången på Wasavarvet. Här kan besökare bese fartyget fram till slutet av 1980-talet, då man istället flyttar det till det nuvarande museet, som öppnas 1990.
- 1990 – Kjell-Olof Feldt avgår från posten som Sveriges finansminister, dagen efter att statsminister Ingvar Carlsson har lämnat in regeringens avskedsansökan. När Carlsson den 27 februari bildar ny regering är samtliga ministrar från den gamla regeringen kvar, utom just Feldt som efterträds av Allan Larsson.
- 2005 – Den internationella överenskommelsen Kyotoprotokollet träder i kraft. De flesta länder i världen har skrivit under och ratificerat avtalet, som säger att de globala utsläppen av växthusgaser ska minska med 5,2 procent mellan 1990 och 2012. Medan några få länder, såsom Västsahara, Somalia och Afghanistan, inte har skrivit under avtalet är idag (2025) USA det enda av de underskrivande länderna, som har vägrat ratificera det.

## Födda
- 1222 – Nichiren, japansk buddhistmunk, grundare av Nichiren-buddhismen
- 1497 – Philipp Melanchthon, tysk humanist och teolog
- 1519 – Gaspard de Coligny, fransk amiral
- 1611 – Andries de Graeff, nederländsk statsman
- 1620 – Fredrik Vilhelm I, kurfurste och markgreve av Brandenburg samt hertig av Preussen 1640–1688
- 1812 – Henry Wilson, amerikansk politiker, senator för Massachusetts, USA:s vicepresident 1873–1875
- 1822 – Francis Galton, brittisk antropolog och psykolog
- 1834 – Ernst Haeckel, tysk zoolog och naturfilosof
- 1853 – Charles J. Hughes, amerikansk demokratisk politiker, senator för Colorado
- 1880 – Hjalmar Lundgren, svensk författare
- 1893 – Michail Tuchatjevskij, sovjetisk militär och marskalk, chef för Röda armén
- 1899 – Dagmar Ranmark, svensk folkskollärare och politiker
- 1901 – Heinrich Gley, tysk SS-officer
- 1902 – Ragnar Sandberg, svensk konstnär
- 1903 – Edgar Bergen, amerikansk buktalare
- 1904
  - Joseph Bühler, tysk nazistisk politiker
  - George F. Kennan, amerikansk diplomat, politisk rådgivare, statsvetare och historiker
- 1906 – Eva von Zweigbergk, svensk barnbokskritiker och bilderboksförfattare
- 1909
  - Dick McDonald, amerikansk affärsman, grundare av snabbmatskedjan McDonald's
  - Ernst Olsson, svensk lantbrukare och centerpartistisk politiker
- 1910 – Börje Larsson, svensk regissör, manusförfattare, sångtextförfattare och skådespelare
- 1912 – Frank Grillo, kubansk sångare med artistnamnet Machito
- 1913 – Tage Holmberg, svensk filmklippare, fotograf, regiassistent och manusförfattare
- 1916 – Ivar Rydén, svensk sångare
- 1921 – Vera-Ellen, amerikansk dansare och skådespelare
- 1928 – Olle Teimert, svensk skådespelare
- 1934
  - Peter Dahl, svensk konstnär
  - Marlene Hagge, amerikansk golfspelare
- 1935 – Sonny Bono, amerikansk musiker och kongressledamot
- 1941 eller 1942 – Kim Jong-il, nordkoreansk politiker, Nordkoreas ledare och diktator 1994–2011
- 1942 – Bob Asklöf, svensk skådespelare och sångare
- 1944 – Olof Erland, åländsk liberal politiker
- 1950 – Peter Hain, brittisk parlamentsledamot för Labour
- 1951 – Allan Svensson, svensk skådespelare
- 1954 – Margaux Hemingway, amerikansk skådespelare och fotomodell
- 1957 – LeVar Burton, amerikansk skådespelare
- 1958 – Tracy Marrow, amerikansk skådespelare, författare och rapartist med artistnamnet Ice-T
- 1959 – John McEnroe, amerikansk tennisspelare
- 1960 – Matti Pauna, svensk ishockeyspelare, VM-guld och kopia av Svenska Dagbladets guldmedalj 1987
- 1961 – Andy Taylor, brittisk musiker, gitarrist i gruppen Duran Duran
- 1962 – Julia Hede, svensk barnskådespelare, fotograf och regissör
- 1964 – Christopher Eccleston, brittisk skådespelare
- 1969 – Anne Swärd, svensk författare och kulturskribent, ledamot av Svenska Akademien
- 1972 – Sarah Clarke, amerikansk skådespelare
- 1973 – Gry Forssell, svensk radio- och tv-programledare
- 1975 – Tooru Nishimura, japansk sångare, medlem i j-rockbandet Dir en grey
- 1979 – Valentino Rossi, italiensk roadracingförare
- 1980
  - Jimmie Ölvestad, svensk ishockeyspelare
  - Andreas Viklund, svensk musikproducent, artist och internetmusikentusiast
- 1981
  - Jenny Kallur, svensk friidrottare
  - Susanna Kallur, svensk friidrottare
- 1982 – Rickie Lambert, brittisk fotbollsspelare
- 1983
  - Agyness Deyn, brittisk fotomodell
  - Tuomo Ruutu, finländsk ishockeyspelare
- 1988 – Denílson Pereira Neves, brasiliansk fotbollsspelare
- 1990 – Christian Serratos, amerikansk skådespelare
- 1992
  - Charlie Gustafsson, svensk skådespelare
  - Julia Roddar, svensk fotbollsspelare, VM-brons 2019, OS-silver 2020
- 1994 – Ava Max, amerikansk popsångare och låtskrivare
- 2002 – Truls Möregårdh, svensk bordtennisspelare

## Avlidna
- 1728 – Aurora Königsmarck, 65, svensk-tysk grevinna, älskarinna till den polsk-sachsiske kungen August den starke
- 1676 – Nils Barchius, 56, biskop i Västerås stift
- 1820 – Georg Carl von Döbeln, 61, svensk friherre och generallöjtnant, mest känd som krigshjälte under finska kriget 1808–1809 och för sitt svarta pannband
- 1869 – Oscar Patric Sturzen-Becker, 57, svensk skald, tidningsman och politiker med pseudonymen Orvar Odd
- 1883 – Stephen Hempstead, 70, amerikansk demokratisk politiker, guvernör i Iowa 1850–1854
- 1895 – Fredrik August Dahlgren, 78, svensk författare, ledamot av Svenska Akademien sedan 1871
- 1896 – Jens Andreas Friis, 74, norsk författare och språkvetare
- 1899 – Félix Faure, 58, fransk politiker, Frankrikes president sedan 1895
- 1907 – Giosuè Carducci, 71, italiensk poet och författare, mottagare av Nobelpriset i litteratur 1906
- 1932 – Ferdinand Buisson, 90, fransk pedagog och politiker, mottagare av Nobels fredspris 1927
- 1933
  - Spottiswoode Aitken, 64, amerikansk skådespelare
  - Carl Gunderson, 68, amerikansk republikansk politiker, guvernör i South Dakota 1925–1927
- 1936 – Roy D. Chapin, 56, amerikansk biltillverkare och politiker, USA:s handelsminister 1932–1933
- 1944 – Hans Larsson, 81, svensk filosof, ledamot av Svenska Akademien sedan 1925
- 1945 – Rudolf Värnlund, 45, svensk författare, dramatiker och manusförfattare
- 1948 – Irmfried Eberl, 37, tysk SS-läkare, kommendant i koncentrationslägret Treblinka
- 1963 – Else Jarlbak, 51, dansk skådespelare
- 1969 – Harry Hjörne, 75, svensk journalist, chefredaktör för Göteborgs-Posten sedan 1926
- 1970 – Peyton Rous, 90, amerikansk virolog, mottagare av Nobelpriset i fysiologi eller medicin 1966
- 1971 – Heinrich Willi, 70, schweizisk barnläkare
- 1972 – Frank Porter Graham, 85, amerikansk professor och demokratisk politiker, senator för North Carolina 1949–1950
- 1973 – Georg "Tuppen" Eliasson, 67, svensk textförfattare, revyförfattare, radioman och förlagschef
- 1981 – Herman Wirth, 95, nederländsk historiker
- 1982 – Thelonious Monk, 64, amerikansk jazzmusiker
- 1990 – Keith Haring, 31, amerikansk konstnär
- 1992 – Jânio Quadros, 75, brasiliansk politiker, Brasiliens president 1961
- 1999
  - Björn Afzelius, 52, svensk musiker, kompositör, textförfattare och sångare
  - Pia Rydwall, 65, svensk skådespelare
- 2004 – Jens Evensen, 86, norsk arbeiderpartistisk politiker, Norges havsrättsminister 1974–1979
- 2009 – Dorothy Bridges, 93, amerikansk skådespelare och poet
- 2011
  - Len Lesser, 88, amerikansk skådespelare
  - Matti Aura, 67, finländsk samlingspartistisk politiker, Finlands trafikminister 1997–1999
  - Alfred Burke, 92, brittisk skådespelare
- 2012
  - Gösta Arvidsson, 86, svensk kulstötare
  - Baddeley Devesi, 70, salomonsk politiker, Salomonöarnas generalguvernör 1978–1988, utrikesminister 1989–1990, inrikesminister 1990–1992 samt vice regeringschef 1990–1993 och 1997–2000
- 2013
  - Udo Undeutsch, 95, tysk psykolog
  - Tony Sheridan, 72, brittisk rockmusiker
  - Eric Ericson, 94, svensk dirigent och körledare
  - Marianne Gyllenhammar, 89, svensk skådespelare
- 2014 – Jimmy Murakami, 80, amerikansk animatör och filmregissör
- 2015 – Lesley Gore, 68, amerikansk sångare
- 2016
  - Boutros Boutros-Ghali, 93, egyptisk diplomat, Förenta nationernas generalsekreterare 1992–1996
  - Jan van der Schaaf, 65, svensk operasångare
- 2017 – Bengt "Julle" Gustavsson, 89, svensk fotbollsspelare, VM-silver 1958
- 2019 – Bruno Ganz, 77, schweizisk skådespelare
- 2023 – Gunvor Pontén, 94, svensk skådespelare
- 2024 – Aleksej Navalnyj, 47, rysk politiker och regimkritiker